# Alessandro Severo (Zeno)
Alessandro Severo ist ein Opern-Libretto in drei Akten von Apostolo Zeno. Erstmals aufgeführt wurde das Werk in der Vertonung von Antonio Lotti am 26. Dezember 1716 im Teatro San Giovanni Crisostomo in Venedig. Insgesamt sind nahezu 20 Vertonungen bekannt.

## Handlung
Die Vorgeschichte wird im Libretto folgendermaßen erzählt: Alessandro Severo (Severus Alexander), war von seinem Onkel Elagabal zum Nachfolger bestimmt worden und übernahm im Alter von dreizehn Jahren nach dessen Ermordung die römische Kaiserwürde. Zunächst stand er unter der Vormundschaft seiner Mutter Giulia Mammea (Julia Mamaea), die seine Ehe mit der jungen Edeldame Sallustia (Orbiana) arrangierte. Alessandro verliebte sich bald in Sallustia, ernannte sie zur Kaiserin und ließ ihr allerlei Ehrungen zuteilwerden, die zuvor allein seiner Mutter vorbehalten waren. Giulia wurde daraufhin eifersüchtig auf ihre Schwiegertochter und versuchte mit allen Mitteln, die unliebsame Konkurrentin wieder loszuwerden.
Die Oper beginnt mit einer Feier zum Jahrestag von Alessandros Thronbesteigung. Alessandro ernennt Sallustias Vater Marziano (Seius Sallustius) zum Oberbefehlshaber der Armee. Giulia leidet unter ihrer wachsenden Eifersucht. Im zweiten Handlungsstrang trifft die junge Albina auf der Suche nach ihrem früheren Geliebten Claudio in Rom ein. Da dieser das Interesse an ihr verloren hat, bittet sie Sallustia um Unterstützung. Alessandro ernennt Claudio zum Anführer seiner Wache. Giulia schiebt ihrem Sohn ein Dokument unter, mit dem er Sallustia unwissentlich verstößt. Nachdem deren Vater davon erfahren hat, beschließt er zusammen mit Claudio, die Kaiserin zu ermorden – zunächst durch Gift, und falls das fehlschlagen sollte, durch das Schwert. Albina belauscht ihre Unterredung. Um sich an Claudio zu rächen, verrät sie Sallustia den Mordplan. Beim folgenden Bankett verhindert Sallustia den Giftanschlag. Da sie aber den Schuldigen – ihren Vater – nicht nennen will, fällt der Verdacht auf sie selbst. Weder Giulias Drohungen noch Alessandros Flehen können sie zum Reden bewegen. Claudio erfährt von Albina, dass sie selbst Sallustia den Plan verraten hat. Er ist beeindruckt von ihrer Entschlossenheit. In Giulias Schlafgemach nennt Sallustia versehentlich den Namen ihres Vaters als Urheber des Anschlags. Kurz darauf kommt Marziano, um den zweiten Mordversuch zu unternehmen – doch Sallustia verteidigt die Kaiserin gegen ihn. Giulia ist so gerührt, dass sie ihren Hass aufgibt. Die beiden Paare werden wieder vereint, und auch Marziano erfährt Vergebung.

### Erster Akt
Prachtvoller Thronsaal im Kapitol
Szene 1. Unter Lobgesängen des Volks und seiner Soldaten führt Kaiser Alessandro seine Gemahlin Sallustia zum Thron (Chor: „Viva viva il nostro augusto“). Es ist der Jahrestag seiner Thronbesteigung. Bei ihnen befinden sich außerdem Sallustias Vater Marziano und dessen Freund Claudio. Alessandro ernennt Marziano zum Oberbefehlshaber über die Armee. Marziano verheißt Rom weitere Erfolge (Arie Marziano: „L’Eufrate, l’Oronte l’altera sua fronte“). Er entfernt sich. Claudio meldet, dass der Botschafter der Parther eine Unterredung wünscht.
Szene 2. Alessandros Mutter Giulia tritt hinzu und beglückwünscht ihren Sohn und seine Frau. Doch gibt sie deutlich zu verstehen, dass ihr ihr eigener Machtverlust nicht behagt, seitdem Sallustia als Kaiserin anerkannt ist. Alessandro schickt Claudio fort, um den Parther um Geduld zu bitten. Alessandro und Sallustia versichern sich ihre gegenseitige Liebe (Duett Alessandro/Sallustia: „Esser cara al mio diletto“).
Szene 3. Nachdem alle anderen gegangen sind, gibt Giulia ihrer Eifersucht freien Raum (Arie Giulia: „Sdegno, ingegno, affetti, inganni“).
Kaiserliche Schatzkammer
Szene 4. Claudios frühere Geliebte Albina ist in Männerkleidung nach Rom gekommen, um ihn wieder für sich zu gewinnen.
Szene 5. Albina bittet Sallustia um Hilfe. Sie hatte sich von ihrem Geliebten Claudio trennen müssen, als ihr Vater zum Statthalter Siziliens ernannt worden war. Da sie ihn nicht aufgeben wollte, schlug sie sich verkleidet bis nach Rom durch. Doch nun scheint Claudio kein Interesse mehr an ihr zu haben. Sie bittet die Kaiserin darum, ihn entweder umzustimmen oder für ihre Rache zu sorgen. Sie könnte es nicht ertragen, von einem Ungetreuen verhöhnt zu werden (Arie Albina: „Non vo’, che un infedele“).
Szene 6. Alessandro erläutert seinem Gefolge, Claudio und Sallustia die Grundprinzipien seiner Herrschaft: Jeder Tag, an dem er keine Wohltaten vollbringt, ist für ihn verloren. In Sizilien muss eine Hungersnot überwunden werden, und auch das Heer benötigt dringend Ruhe und zusätzliche finanzielle Mittel. Auf Bitten Sallustias, die auf diese Weise Albina helfen möchte, ernennt Alessandro den übereifrigen Claudio zum Anführer seiner Wachen. Claudio entfernt sich.
Szene 7. Giulia erscheint mit einem Papierbogen in der Hand, der angeblich Bittgesuche enthält. Alessandro unterschreibt ihn ungelesen. Giulia schickt Sallustia fort, da sie allein mit ihrem Sohn sprechen möchte.
Szene 8. Giulia erklärt Alessandro zu seinem Entsetzen, dass sie ihm Sallustia lediglich als Bettgenossin zur Frau gegeben hatte, sie aber nie als Kaiserin die ihr selbst gebührende Stelle einnehmen sollte. Daher müsse er sie nun verstoßen. Soeben habe er bereits einen entsprechenden Befehl unterzeichnet. Sie entfernt sich triumphierend.
Szene 9. Sallustia findet Alessandro in Tränen aufgelöst vor. Er bringt es nicht fertig, ihr die Nachricht mitzuteilen (Arie Alessandro: „Dirò… La madre… Il foglio…“) und lässt sie verwirrt zurück.
Szene 10. Sallustia erkennt, dass Giulia hinter der Sache steckt. Sie schwört sich, Alessandro treu zu bleiben (Arie Sallustia: „Il mio vezzoso diletto sposo“).
Gärten
Szene 11. Albina trifft endlich mit Claudio zusammen. Zuerst will er sie in ihrer Verkleidung nicht wiedererkennen. Als sie ihn endlich von ihrer Identität überzeugt hat, erklärt er, dass ihm der Ruhm und die Freiheit inzwischen wichtiger seien als die Liebe (Arie Claudio: „Posso amar; ma sol per poco“). Er geht.
Szene 12. Albina klagt Sallustia ihr Leid. Diese beruhigt sie. Da Claudio keine andere Geliebte habe, werde er bald zu ihr zurückfinden. Albina verspricht sich, die Hoffnung nicht aufzugeben (Arie Albina: „Soffrirò; ma dar non voglio“). Sie geht.
Szene 13. Giulia überreicht Sallustia die von Alessandro unterschriebene Verstoßungsurkunde. Sie erklärt, selbst die einzige Kaiserin Roms zu sein. Sallustia versichert, dass sie Alessandro liebe und an der Macht kein Interesse habe. Giulia bleibt jedoch dabei: Sallustia wird verbannt. Sie will ihrem Sohn eine jüngere und ihr gefügigere Braut suchen (Arie Giulia: „Beltà più vezzosa“). Sie entfernt sich.
Szene 14. Sallustia sucht Unterstützung bei ihrem Vater Marziano. Der rät ihr, die Demütigung mit Fassung hinzunehmen und auf die Zukunft zu hoffen. Sallustia verabschiedet sich traurig (Arie Sallustia: „Padre, addio. Dammi un amplesso“).
Szene 15. Marziano gerät in einen Zwiespalt zwischen seinem Pflichtgefühl und der Vaterliebe (Arie Marziano: „Ti sento, amor di padre“).

### Zweiter Akt
Kaiserliche Gemächer
Szene 1. Alessandro und Sallustia beklagen gemeinsam ihre erzwungene Trennung (Duett Sallustia/Alessandro: „Tu morir? Crudel! Perché?“).
Szene 2. Giulia kommt, um Sallustia den Wachen zu übergeben, die sie in die Verbannung führen sollen. Sallustia erträgt alles tapfer. Sie küsst Giulia sogar die Hand und bittet sie, gut für ihren Sohn zu sorgen. Dann verabschiedet sie sich von Alessandro (Arie Sallustia: „Io ti lascio, o sposo amato“).
Szene 3. Giulia versichert Alessandro, dass Sallustias Verbannung auch in seinem Interesse liege. Sie vergleicht ihre Mutterliebe mit derjenigen von Neros Mutter Agrippina, die von ihrem Sohn letztlich ermordet worden war, und Sallustia mit Neros zweiter Frau Poppaea Sabina, deren Liebe sie für gefährlich hält. Nun müsse er die Trennung vor dem Senat besiegeln. Alessandro ist verzweifelt (Duett Giulia/Alessandro: „Ferma. Ascolta…“). Er zieht sich zurück.
Szene 4. Giulia überwindet ihr aufkommendes Mitgefühl für ihren Sohn schnell wieder.
Szene 5. Marziano und Claudio kommen herein, um Giulia ihre Loyalität zu versichern. Marziano erklärt, dass er sie für gerecht halte und daher seine Tochter ebenfalls verstoßen wolle. Beide bitten sie um Bestätigung ihrer von Alessandro erhaltenen neuen Ämter. Giulia dankt ihnen für ihre Treue (Arie Giulia: „Non ho in petto un’alma ingrata“). Sie geht.
Szene 6. Marziano und Claudio haben Giulia lediglich in Sicherheit wiegen wollen. In Wirklichkeit planen sie, die Kaiserin zu ermorden. Unbemerkt von den beiden kommt Albina herein und belauscht das Gespräch. Claudio hat bereits einen Küchendiener überredet, ihr Gift ins Essen zu mischen. Falls der Anschlag fehlschlagen sollte, will Marziano persönlich zum Schwert greifen (Arie Marziano: „L’alma corre alla vendetta“). Er entfernt sich.
Szene 7. Albina sucht erneut ein Gespräch mit Claudio. Der jedoch weist sie brüsk zurück (Arie Claudio: „Non mi parlar d’amor“).
Szene 8. Nun sinnt Albina nach Rache an Claudio. Sie beschließt, den Mordplan zu enthüllen. Um nicht auch Sallustias Vater in Gefahr zu bringen, will sie den Plan nur ihr offenbaren (Arie Albina: „Dell’infido a te s’aspetta“).
Zum Bankett hergerichteter Saal
Szene 9. Sallustia hat sich den Küchendienern angeschlossen und deckt gemeinsam mit ihnen in Bediensteten-Kleidung den Tisch, an dem sie vormals als Kaiserin saß.
Szene 10. Albina deutet Sallustia an, dass sich ihr Schicksal bald ändern könnte. Liebe und Tod seien stärker als Giulia und ihr Zorn, denn Marziano habe einen Plan entwickelt. Die beiden gehen beiseite und unterhalten sich leise weiter. Dann entfernt sich Albina.
Szene 11. Alessandro und Marziano treten ein. Alessandro hofft immer noch auf ein Einlenken seiner Mutter.
Szene 12. Giulia kommt herein und setzt sich zu Alessandro und Marziano, um sich durch das folgende Ballett unterhalten zu lassen. Bevor Giulia anschließend ihre Tasse leeren kann, greift Sallustia ein und warnt sie vor dem Gift. Da sie jedoch ihren Vater nicht als Schuldigen bezeichnen will, lässt Giulia sie selbst festnehmen. Sallustia ist verzweifelt über ihre ausweglose Lage (Arie Sallustia: „La mia augusta è mia tiranna“). Sie wird von den Wachen fortgeführt.
Szene 13. Da Giulia weitere Anschläge befürchtet, versichern ihr Marziano und der gerade eingetroffene Claudio, dass sie die Wachen verstärken werden. Giulia ist erschüttert über das Geschehen (Arie Giulia: „In sì torbida procella“). Sie geht.
Szene 14. Alessandro drängt Marziano, seine Tochter zu überreden, den Namen des Mörders zu nennen. Dadurch könnten Sallustia und Giulia miteinander versöhnt werden. Marziano entgegnet, dass seine Tochter schon immer starrköpfig gewesen sei. Alessandro möchte aber die Hoffnung nicht aufgeben (Arie Alessandro: „Sia speme, o inganno“). Er geht.
Szene 15. Marziano und Claudio rätseln darüber, wer ihren Anschlag aufgedeckt haben könnte. Nun müssen sie auf Marzianos Alternativplan zurückgreifen (Arie Marziano: „Cervetta timida in largo piano“). Marziano entfernt sich.
Szene 16. Albina kommt herein und gibt Claudio zu verstehen, dass sie von der Verschwörung weiß. Als er wissen möchte, von wem sie davon erfahren hat, verspricht sie, ihm den Verräter zuzuführen. Er solle sie bei den Thermen erwarten. Claudio schwört dem Unbekannten Rache (Arie Claudio: „Sulle tue luci stesse“). Er geht.
Szene 17. Albina ist enttäuscht von der Reaktion Claudios. Er hätte ihr dankbar sein sollen, denkt aber nur an Rache (Arie Albina: „Fidi amori, or sì dolenti“).

### Dritter Akt
Kaiserliche Thermen
Szene 1. Giulia, Alessandro unternehmen einen weiteren Versuch, Sallustia zum Reden zu bewegen. Alessandro bittet Giulia, ihn mit Sallustia allein zu lassen. Giulia kann nur mühsam ihre Eifersucht bezwingen, gibt dann aber nach (Arie Giulia: „So, che dono al vostro affetto“) und geht hinaus.
Szene 2. Auch Alessandro kann Sallustia nicht überreden, den Namen des Attentäters preiszugeben. Er fürchtet, sie deshalb endgültig zu verlieren. Das würde er nicht überleben (Arie Alessandro: „Da te tu mi dividi“). Alessandro geht.
Szene 3. Sallustia bittet Albina um eine Waffe, mit der sie sich notfalls verteidigen will (Arie Sallustia: „Langue al cocente raggio“). Sie erhält ein Stilett und geht.
Szene 4. Claudio kommt zum vereinbarten Treffen mit Albina, um von ihr den Namen des Verräters zu erfahren. Albina offenbart ihm, dass sie selbst dieser Verräter sei und durch seine Zurückweisung dazu getrieben wurde. Sie zieht ihr Messer und fordert ihn auf, sich zu verteidigen. Das bringt Claudio wieder zur Besinnung. Er erinnert sich an seine alte Liebe zu ihr und bittet sie um Vergebung. Albina fordert jedoch einen Liebesbeweis (Arie Albina: „Voglio prova maggior della tua fede“).
Szene 5. Claudio ist beeindruckt von Albinas Liebe und Beständigkeit. In der folgenden Arie vergleicht er den Zorn einer liebenden Frau mit einem Sommersturm, der heftig wütet, aber schnell wieder vergeht (Arie Claudio: „Ira in cor di donna amante“).
Schlafzimmer
Szene 6. Aus Furcht vor weiteren Anschlägen findet Giulia keine Ruhe. Als sie Sallustia kommen hört, legt sie sich auf ihr Bett und gibt vor, zu schlafen.
Szene 7. Sallustia betrachtet die vermeintlich friedlich schlafende Kaiserin. In einem Selbstgespräch wundert sie darüber, dass ihr Vater diese edle Frau seiner armseligen Tochter zuliebe töten wollte. Giulia hat das gehört. Sie springt auf und beschuldigt Sallustia, gemeinsam mit Marziano den Anschlag geplant zu haben. Sie ruft nach ihren Wachen – doch von draußen sind bereits Stimmen der Verschwörer zu hören, die ihren Tod fordern.
Szene 8. Marziano erscheint mit seinen Anhängern, um einen erneuten Anschlag auf die Kaiserin zu unternehmen. Sallustia bittet ihn um ein Schwert, um ihre Rache selbst ausüben zu können. Marziano gibt ihr sein eigenes und übernimmt selbst eines der Wachen. Doch dann stellt sich Sallustia vor die Kaiserin, um diese gegen ihren Vater zu verteidigen. Zudem überreicht sie ihr das zuvor von Albina erhaltene Stilett, mit dem Giulia sie nun selbst bedroht, um Marziano von einem Angriff abzuhalten. Schimpfend zieht sich Marziano mit seinem Gefolge zurück (Arie Marziano: „Non è degna di perdono“).
Szene 9. Sallustia bittet Giulia um Gnade für ihren Vater. Sie ist bereit, dafür selbst jede Strafe auf sich zu nehmen. Doch Giulias Zorn ist gebrochen. Sie schließt Sallustia in die Arme, verspricht, ihr alle Wünsche zu erfüllen, und beschließt, die Versöhnung im Palastsaal öffentlich kundgeben (Arie Giulia: „Stringerai con più diletto“). Sie entfernt sich durch eine Geheimtür.
Szene 10. Sallustia ist erleichtert, dass sich nun alles zum Guten wenden wird (Arie Sallustia: „Afflitta rondinella un mar dovea varcar“).
Kaiserlicher Saal mit dem römischen Palast „della Felicità“ im Hintergrund
Szene 11. Nach einer einleitenden Sinfonia füllt sich der Saal mit Soldaten und römischem Volk. Dann erscheint Alessandro mit Giulia. Alessandro entschuldigt sich dafür, dass er seiner Mutter in der Krise nicht beigestanden hatte. Er sei von Liebesgefühlen verwirrt gewesen und habe nicht mehr gewusst, wem er noch trauen konnte. Giulia erklärt alles mit dem Willen des Schicksals. Als Sallustia mit ihrem Vater eintrifft, vereint Giulia sie mit ihrem Sohn und vergibt auch Marziano, der dringend im Feld benötigt wird. Schließlich erscheinen auch Albina und Claudio, die ebenfalls zueinander finden. Alle feiern das glückliche Ende (Tutti: „Bell’amor, che fai lega con virtù“).

## Musiknummern
Erster Akt
- Chor: „Viva viva il nostro augusto“ (Szene 1)
- Arie Marziano: „L’Eufrate, l’Oronte l’altera sua fronte“ (Szene 1)
- Duett Alessandro/Sallustia: „Esser cara al mio diletto“ (Szene 2)
- Arie Giulia: „Sdegno, ingegno, affetti, inganni“ (Szene 3)
- Arie Albina: „Non vo’, che un infedele“ (Szene 5)
- Arie Alessandro: „Dirò… La madre… Il foglio…“ (Szene 9)
- Arie Sallustia: „Il mio vezzoso diletto sposo“ (Szene 10)
- Arie Claudio: „Posso amar; ma sol per poco“ (Szene 11)
- Arie Albina: „Soffrirò; ma dar non voglio“ (Szene 12)
- Arie Giulia: „Beltà più vezzosa“ (Szene 13)
- Arie Sallustia: „Padre, addio. Dammi un amplesso“ (Szene 14)
- Arie Marziano: „Ti sento, amor di padre“ (Szene 15)

Zweiter Akt
- Duett Sallustia/Alessandro: „Tu morir? Crudel! Perché?“ (Szene 1)
- Arie Sallustia: „Io ti lascio, o sposo amato“ (Szene 2)
- Duett Giulia/Alessandro: „Ferma. Ascolta…“ (Szene 3)
- Arie Giulia: „Non ho in petto un’alma ingrata“ (Szene 4)
- Arie Marziano: „L’alma corre alla vendetta“ (Szene 6)
- Arie Claudio: „Non mi parlar d’amor“ (Szene 7)
- Arie Albina: „Dell’infido a te s’aspetta“ (Szene 8)
- Arie Sallustia: „La mia augusta è mia tiranna“ (Szene 12)
- Arie Giulia: „In sì torbida procella“ (Szene 13)
- Arie Alessandro: „Sia speme, o inganno“ (Szene 14)
- Arie Marziano: „Cervetta timida in largo piano“ (Szene 15)
- Arie Claudio: „Sulle tue luci stesse“ (Szene 16)
- Arie Albina: „Fidi amori, or sì dolenti“ (Szene 17)

Dritter Akt
- Arie Giulia: „So, che dono al vostro affetto“ (Szene 1)
- Arie Alessandro: „Da te tu mi dividi“ (Szene 2)
- Arie Sallustia: „Langue al cocente raggio“ (Szene 3)
- Arie Albina: „Voglio prova maggior della tua fede“ (Szene 4)
- Arie Claudio: „Ira in cor di donna amante“ (Szene 5)
- Arie Marziano: „Non è degna di perdono“ (Szene 8)
- Arie Giulia: „Stringerai con più diletto“ (Szene 9)
- Arie Sallustia: „Afflitta rondinella un mar dovea varcar“ (Szene 10)
- Tutti: „Bell’amor, che fai lega con virtù“ (Szene 11)

## Werkgeschichte
Alessandro Severo ist ein typisches Werk der ersten Generation der Reform-Librettisten vom Ende des 17. und Anfang des 18. Jahrhunderts, zu denen neben Apostolo Zeno auch Silvio Stampiglia, Francesco Silvani und Domenico David gezählt werden. Deren Anliegen war es, den traditionellen Opernstil des 17. Jahrhunderts mit seinen unmoralischen Bestandteilen, Unwahrscheinlichkeiten, Wundern und Manierismen zu überwinden. Daher zogen sie historische Stoffe vor und vereinheitlichten die Handlung auf Basis einer überwiegend festen Personenkonstellation. Um den Handlungsfluss nicht zu stören, wurden die Arien an das Ende der Szenen verlegt.
Die Handlung der Oper basiert nur lose auf der römischen Geschichte. Während historisch Julia Mamaea den Machtkampf gegen ihre Schwiegertochter Orbiana (Sallustia) gewann und diese verbannt wurde, versöhnen sich die beiden hier am Ende wieder. Die Nebenhandlung des Paares Albina–Claudio ist frei erfunden.

## Vertonungen
| Komponist                                                       | Uraufführung                                      | Aufführungsort | Anmerkungen |
| --------------------------------------------------------------- | ------------------------------------------------- | -------------- | --- |
| Antonio Lotti                                                   | 17. Januar 1717, Teatro San Giovanni Crisostomo   | Venedig        | Die Musik der Ballette und des Balls in der Bankettszene des zweiten Akts ist nicht erhalten; bei der Uraufführung sangen Marianna Benti Bulgarelli (genannt „La Romanina“) als Giulia sowie Faustina Bordoni und Diana Vico in weiteren Rollen; auch am 30. Dezember 1719 im Teatro La Fenice in Ancona (laut Angabe im Libretto mit Musik von Lotti und Carlo Francesco Pollarolo) |
| Girolamo Casanova                                               | 1717, Teatro Carignano                            | Turin          | |
| Francesco Mancini                                               | Karneval 1718, Teatro Alibert                     | Rom            | |
| Pasticcio                                                       | 12. Januar 1718, Teatro Cocomero                  | Florenz        | |
| Pasticcio                                                       | 29. Oktober 1718, Teatro Formagliari              | Bologna        | Musik von Antonio Lotti, Girolamo Casanova, Francesco Mancini und Fortunato Chelleri |
| Fortunato Chelleri                                              | Karneval, Teatro dell’Accademia degli Erranti     | Brescia        | auch im Januar 1720 im Teatro San Sebastiano in Livorno |
| Domenico Sarro                                                  | 14. Mai 1719, Teatro San Bartolomeo               | Neapel         | |
| anonym                                                          | 7. Januar 1721, Teatro Bonacossi                  | Ferrara        | |
| Giuseppe Maria Orlandini                                        | Karneval 1723, Teatro Regio Ducale                | Mailand        | |
| Giovanni Battista Pergolesi → La Salustia                       | Januar 1732, Teatro San Bartolomeo                | Neapel         | als La Salustia; Librettobearbeitung vermutlich von Sebastiano Morelli oder Gennaro Antonio Federico |
| Geminiano Giacomelli                                            | Herbst 1732, Teatro Ducale                        | Piacenza       | |
| anonym                                                          | 1732, Theater am Kärntnertor                      | Wien           | |
| Antonio Bioni                                                   | Januar 1733, Theater im Ballhaus                  | Breslau        | |
| Giovanni Battista Sammartini                                    | 26. Dezember 1734, Teatro Regio Ducale            | Mailand        | als L’ambizione superata dalla virtù |
| Gaetano Maria Schiassi                                          | 26. Dezember 1734, Teatro Cocomero                | Florenz        | |
| Georg Friedrich Händel (Pasticcio) → Alessandro Severo (Händel) | 25. Februar 1738, King’s Theatre am Haymarket     | London         | Anonyme Bearbeitung des Librettos nach Zenos Mailänder Fassung von 1723 |
| Andrea Bernasconi                                               | 27. Dezember 1738, Teatro San Giovanni Crisostomo | Venedig        | überarbeitet Karneval 1746 im Teatro di Santa Cecilia in Palermo und am 30. Mai 1753 im Teatro San Salvatore in Venedig |
| anonym                                                          | Karneval 1758, Teatro Ducale                      | Parma          | |
| Giovanni Battista Lampugnani und andere                         | 26. Dezember 1760, Teatro Regio Ducale            | Mailand        | als La Giulia |
| Antonio Sacchini                                                | 26. Dezember 1762, Teatro San Benedetto           | Venedig        | |

## Aufnahmen und Aufführungen in neuerer Zeit
- Georg Friedrich Händel:
  - Juli 2010 (CD): George Petrou (Dirigent), Armonia Atenea. Kristina Hammarström (Giulia), Mary Ellen Nesi (Alessandro), Marita Solberg (Sallustia), Irini Karaianni (Albina), Gemma Bertagnolli (Claudio), Petrols Magoulas (Marziano). Dabringhaus & Grimm MDG 6091674-2 (3 CD).[27]
- Antonio Lotti:
  - 2003 (Aufführung in Amsterdam und CD): Jos van Veldhoven (Dirigent), Utrecht Barok Consort. Marike Verbeek (Giulia), Cécile van de Sant (Alessandro), Regula Boeninger (Sallustia), Noa Frenkel (Albina), Mijke Sekhuis (Claudio), Bernard Loonen (Marziano). Premiereopera (2 CD).[28]
- Giovanni Battista Pergolesi:
  - Juli 2008 (Aufführung beim Montpellier-Festival): Antonio Florio (Dirigent), La Capella della Pietà dei Turchini, Jean-Paul Scarpitta (Inszenierung). Raffaella Milanesi (Giulia), José Maria Lo Monaco (Alessandro), Maria Ercolano (Salustia), Valentina Varriale (Albina), Cyril Auvity (Claudio), Marina de Liso (Marziano).[29][30]
  - 2011 (Aufführung in Jesi und DVD): Corrado Rovaris (Dirigent), Accademia Barocca de I Virtuosi Italiani, Juliette Deschamps (Inszenierung). Laura Polverelli (Giulia), Florin Cezar Ouatu (Alessandro), Serena Malfi (Salustia), Giacinta Nicotra (Albina), Maria Hinojosa Montenegro (Claudio), Vittorio Prato (Marziano). Arthaus Musik 101651.[31]

## Digitalisate
1. ↑  Libretto (italienisch) der Oper von Antonio Lotti, Venedig 1717. Digitalisat im Internet Archive.
2. ↑  Alessandro Severo (Antonio Lotti): Noten und Audiodateien im International Music Score Library Project
3. ↑  Libretto (italienisch) der Oper von Antonio Lotti und Francesco Pollarolo, Ancona 1720 als Digitalisat bei der Fondazione Giorgio Cini.
4. ↑  Libretto (italienisch) der Oper von Francesco Mancini, Rom 1718. Digitalisat im Internet Archive.
5. ↑  Libretto (italienisch) der Pasticcio-Oper, Florenz 1718. Digitalisat im Museo internazionale e biblioteca della musica di Bologna.
6. ↑  Libretto (italienisch) der Pasticcio-Oper, Bologna 1718. Digitalisat im Museo internazionale e biblioteca della musica di Bologna.
7. ↑  Libretto (italienisch) der Oper von Fortunato Chelleri, Brescia 1719. Digitalisat im Internet Archive.
8. ↑  Libretto (italienisch) der Oper von Domenico Sarro, Neapel 1719. Digitalisat bei Google Books.
9. ↑  Libretto (italienisch) der anonymen Oper, Ferrara 1721. Digitalisat im Museo internazionale e biblioteca della musica di Bologna.
10. ↑  Libretto (italienisch) der Oper von Giuseppe Maria Orlandini, Mailand 1723. Digitalisat bei Google Books.
11. ↑  Libretto (italienisch) der Oper von Giovanni Battista Pergolesi, Neapel 1732. Digitalisat bei Google Books.
12. ↑  Libretto (italienisch) der Oper von Geminiano Giacomelli, Piacenza 1732. Digitalisat im Museo internazionale e biblioteca della musica di Bologna.
13. ↑  Libretto (italienisch) der anonymen Oper, Wien 1732. Digitalisat der Österreichischen Nationalbibliothek.
14. ↑  Libretto (italienisch) der Oper von Giovanni Battista Sammartini, Mailand 1735. Digitalisat im Internet Archive.
15. ↑  Alessandro Severo (Händel): Noten und Audiodateien im International Music Score Library Project
16. ↑  Libretto (italienisch) der Oper von Andrea Bernasconi, Venedig 1738. Digitalisat der Biblioteca Nazionale Braidense.
17. ↑  Alessandro Severo (Bernasconi): Noten und Audiodateien im International Music Score Library Project
18. ↑  Libretto (italienisch) der anonymen Oper, Parma 1758. Digitalisat im Internet Archive.
19. ↑  Libretto (italienisch) der Oper von Giovanni Battista Lampugnani, Mailand 1760. Digitalisat im Museo internazionale e biblioteca della musica di Bologna.
20. ↑  Libretto (italienisch) der Oper von Antonio Sacchini, Venedig 1762. Digitalisat der Biblioteca Nazionale Braidense.
21. ↑  Antonio Sacchini (Sacchini): Noten und Audiodateien im International Music Score Library Project